# Väster-Knuttjärnen
Väster-Knuttjärnen är en sjö i Strömsunds kommun i Ångermanland och ingår i Ångermanälvens huvudavrinningsområde.